# Centre d'Esports L'Hospitalet
El Centre d'Esports L'Hospitalet (en español: Centro de Deportes Hospitalet), conocido popularmente como L'Hospi, es un club de fútbol con sede en Hospitalet de Llobregat, España. Fue fundado como club deportivo el 7 de julio de 1957 con el nombre de «Centro de Deportes Hospitalet». Actualmente juega en Tercera División RFEF. Los colores que identifican al club son el blanco, el rojo y el negro. Desde 1999 juega sus partidos como local en el Estadio Municipal de Fútbol de L'Hospitalet, propiedad del Ayuntamiento.
Ha disputado un total de tres campañas en Segunda División, treinta y una en Segunda División B y diecinueve en Tercera División.
Entre sus logros destaca la conquista de la Copa Cataluña de 2020.

## Historia
Orígenes (1917-1957)
En el año 1917 se crea el equipo más antiguo de Hospitalet: El Hospitalenc Sporting Club, también se crea el CF Torrasense con el estadio en la c/Alianza (actual c/ madre de dios de los Desamparados).
En 1927 el SC Hospitalenc se disuelve y de sus cenizas surgen el Cercle Esportiu Fúria y la Peña Júniors que se juntarán y crearán la UE Hospitalet. En 1935 se fusiona con el Club Joventud y empieza a llamarse Centre d'Esports Hospitalet hasta 1936. En 1939 renace con el nombre de UD Hospitalet.
El CF Torrasense se junta con el Tecla Sala F.C. (1944) i el U. Recreativo Coll-Blanch (1952) para crear el Club de Futbol Hércules de Hospitalet en el 1953.
En el año 1950 se crea el Club Deportiu Santa Eulalia.
En el año 1957 se fusionan el Club Deportiu Santa Eulalia, el Club de Futbol Hércules de Hospitalet y el UD Hospitalet para crear el C.E. Hospitalet.
Los años 2010
En la temporada 2009-10 el equipo ascendió a Segunda División B, tras ser campeón del grupo V de Tercera División. El equipo, al haber quedado primero de la clasificación, se enfrentó a otro equipo a otro campeón de grupo, el Rayo Vallecano de Madrid "B", siendo entonces entrenador José Ramón Sandoval. El resultado del partido de ida fue de empate a 0, mientras que en el partido de vuelta se produjo un 1 a 1. El árbitro del partido, Ángel Rodado Rodríguez, tuvo una actuación polémica que fue determinante para evitar el ascenso directo del equipo ribereño; el partido se alargó casi 10 minutos más allá del tiempo reglamentario, tiempo en el cual el filial rayista consiguió empatar la eliminatoria con un gol dudoso. 
Después del fatídico partido contra el filial rayista, el Hospitalet se enfrentó al Azuqueca de Henares, siendo derrotado en el partido de ida por 1 a 0 y con una remontada en el partido de vuelta ganando 3 a 1. La última eliminatoria sería con otro filial, el UD Almería B. El Hospitalet consiguió el ascenso a Segunda División B empatando a uno en el partido de ida y empatando a cero en el partido de vuelta, haciendo valer el valor doble de los goles en campo contrario.
En la temporada 2011-12 se clasificó en el sexto lugar dentro del grupo III de 2.ª división B, logrando la clasificación para la siguiente edición de la Copa del Rey.

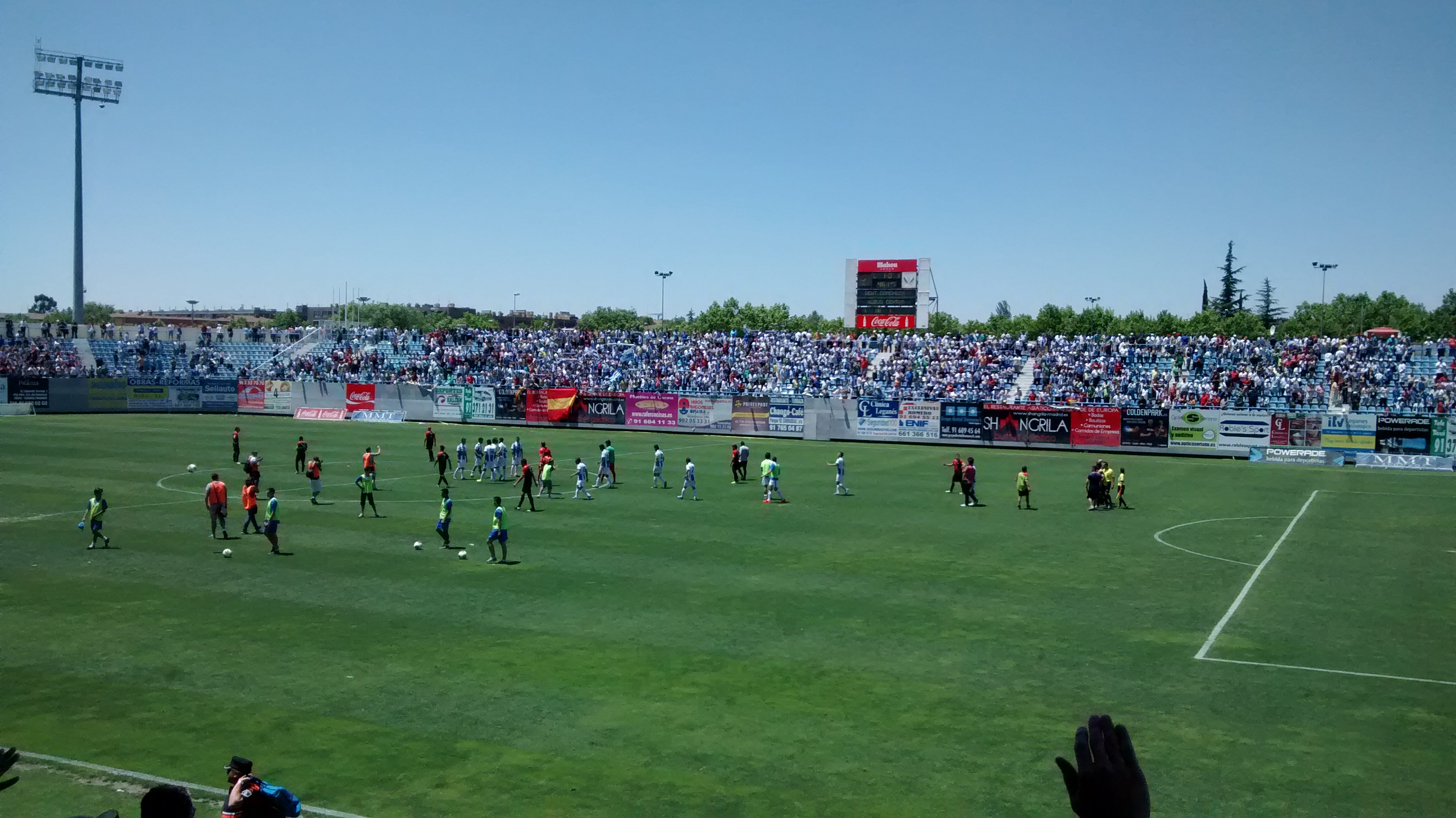
Partido de ida de la final de la promoción de ascenso 2014 a Segunda División entre el C.E. L'Hospitalet y el C. D. Leganés.

En la temporada 2012-13 se alza con el título de Campeón de Liga de 2.ª división B Grupo III con 80 puntos y asegurándose así la posibilidad de disputar la eliminatoria de ascenso a Segunda División contra el Tenerife. Finalmente no consigue el ansiado ascenso contra el conjunto canario (3-1 y 1-0) y posteriormente ante la SD Eibar (3-0 y 0-1).
En el inicio de la temporada 2013-14 comienza con Martin Posse, pero debido a los malos resultados es cesado y en la jornada 9 es Kiko Ramírez el nuevo entrenador y con él llegan los buenos resultados y se consigue el segundo puesto en su grupo de Segunda División B. Inicia la promoción de ascenso ante el Cádiz quedando 0-0 en el partido de ida, en el partido de vuelta se obtiene un 2-1 remontando en los últimos minutos el 0-1 que había conseguido el Cádiz. En la segunda eliminatoria su rival es La Hoya Lorca y obtiene un resultado muy valioso (2-2) en el estadio del conjunto murciano. El partido de vuelta 0-0 y consigue pasar a la última ronda; en ésta le toca el C. D. Leganés, primero en el Estadio Municipal de Butarque con resultado de 1-0 y la vuelta en el Municipal de L'Hospitalet donde quedaron empatados (1-1), por lo que el Leganés obtuvo el ascenso. 
En la temporada 2016-17 el equipo desciende a Tercera División (grupo V), tras varios intentos de play off en las siguientes temporadas y perder contra el Najera (2017/2018) y el Algeciras (2018/2019) consigue el ascenso a la categoría de bronce en la temporada 2019/2020 ante el Terrassa.

### Los años 2020
En la temporada 2019-20 logra el ascenso a Segunda División B tras empatar con el Terrassa F. C. a 1 en la promoción de ascenso, pero por posición de la tabla el equipo ascendió.

## Uniforme
- Uniforme titular: Camiseta blanca con franja roja diagonal, pantalón rojo y medias blancas.
- Segundo uniforme: Camiseta, pantalón y medias naranjas.
- Uniforme alternativo: Camiseta negra con franja rosa diagonal, pantalón y medias rosas.

### Evolución del uniforme[5]
| 1957-1963 | 1963-1977     | 1977-1987 | 1987-1994 | 1994-2002 | 2002-2010 | 2010-2016 |
| 2016-2020 | 2020-presente |           |           |           |           |           |

## Estadio

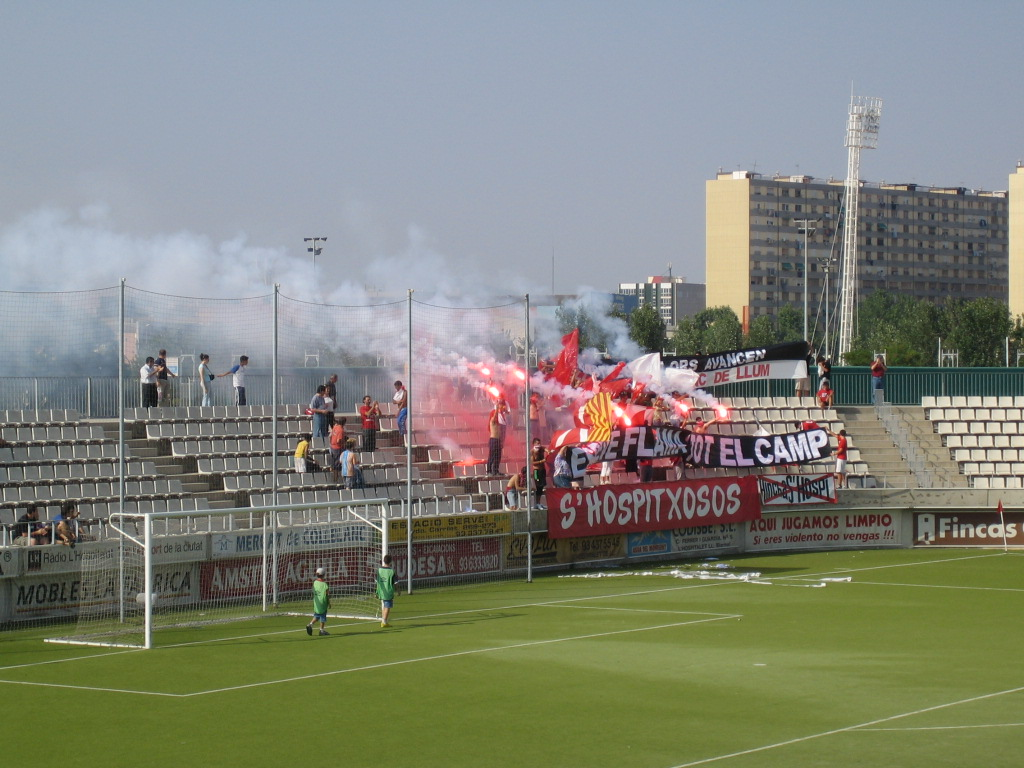

El CE L'Hospitalet juega en el Estadio Municipal de Fútbol de L'Hospitalet, ubicado dentro del complejo deportivo de la Feixa Llarga, en el barrio de Bellvitge de Hospitalet de Llobregat. El club se encarga de la gestión del equipamiento, de titularidad municipal. El terreno de juego, de césped artificial, tiene unas dimensiones de 114 x 73 metros. El recinto tiene capacidad para 6740 espectadores.
En sus inicios el CE L'Hospitalet jugó provisionalmente en la Torre Melina, campo de uno de los clubes fundacionales, el Hércules. Un año más tarde pudo trasladarse al nuevo campo municipal de deportes, ubicado en el barrio de Sant Josep, junto a la fábrica Tecla Sala. La inauguración tuvo lugar el 15 de mayo de 1958, con la bendición del terreno de juego y la disputa de un partido contra el FC Barcelona, que venció por 2-5. Cuarenta años después, debido a la degradación de estas instalaciones, el Ayuntamiento de Hospitalet de Llobregat encargó a los arquitectos Esteve Bonell y Josep María Gil la reconversión del estadio municipal de béisbol, en la Feixa Llarga, un recinto que había sido construido para albergar la competición olímpica de 1992. El nuevo estadio municipal de fútbol fue inaugurado el 20 de marzo de 1999, en un partido de la liga de Segunda División B entre l'Hospitalet y el CF Gavà en el que vencieron los locales por 2 a 0.

## Datos del club
- Temporadas en Segunda División: 3[10]
  - Puesto histórico: 124.º
  - Mejor puesto: 11.º (1964-65)[10]
  - Peor puesto: 15.º (1965-66)[10]
- Temporadas en Segunda División B: 31[10]
  - Puesto histórico: 10.º
  - Mejor puesto: 1.º (2012-13)[10]
- Temporadas en Tercera División: 22[10]
- Participaciones en Copa del Rey: 19[10]
  - Mejor puesto: Dieciseisavos de final (2001-02, 2011-12, 2014,15)[10]

## Palmarés

### Torneos nacionales
- Segunda División B de España Grupo III (1): 2013
- Tercera División de España (5): 1960, 1982, 2005, 2010, 2020.

### Torneos regionales
- Copa Cataluña (1): 2020

### Torneos amistosos
- Trofeo Ciudad de Hospitalet (2): 1974, 1982
- Trofeo Nostra Catalunya (1): 1985